# 奥莉加·格尔马诺娃
奥莉加·米哈伊洛芙娜·格尔马诺娃（羅馬化：Ol'ga Mikhaylovna Germanova；1961年9月26日—）是俄罗斯政治人物，第七届和第八届国家杜马代表。
1992年至1999年，她在库尔斯克州行政部门工作。1999年至2009年，她担任库尔斯克州青年事务和旅游委员会副主席。2009年，她被任命为库尔斯克行政副主管。同时，她领导了统一俄罗斯党库尔斯克地区分支机构的青年总部。2012年10月14日，她当选为库尔斯克市议会第五届代表。2012年11月8日，格尔马诺娃被任命为库尔斯克市政府首脑。2016年，她因当选第七届国家杜马代表而卸任。2021年，格尔马诺娃再次当选第八届国家杜马议员。

## 制裁
格尔马诺娃于2022年因俄乌战争而受到英国政府制裁。